# 迷唇姐
迷唇姐（香港舊譯紅唇娃）是《精靈寶可夢》系列裡1025個虛構生物寶可夢中的一種。它首次出現在角色扮演遊戲《精靈寶可夢 紅·綠》中，並在之後出現在該遊戲的續作、電視動畫、漫畫、卡片遊戲及各類作品、商品中。
迷唇姐在《精靈寶可夢 紅·綠》和其重製版《精靈寶可夢 火紅·葉綠》中登場，只能夠透過與非玩者角色交換來獲得。在迷唇姐的初期設計中，它有著黑色的臉和人型的外表，因此受到西方媒體強烈的批評，評論家卡洛爾·波士頓·韋瑟福德在看過動畫對迷唇姐的描述後，認為迷唇姐是黑臉的象徵。由於受到諸多批評，自《精靈寶可夢 紅寶石·藍寶石》起，Game Freak將迷唇姐的臉從黑色改成紫色，舊設計迷唇姐登場的動畫劇集也被華納兄弟刪除，但負評並未因此止息。